# Drapeau des Nations unies
 (septembre 2011).
Si vous disposez d'ouvrages ou d'articles de référence ou si vous connaissez des sites web de qualité traitant du thème abordé ici, merci de compléter l'article en donnant les références utiles à sa vérifiabilité et en les liant à la section « Notes et références ».

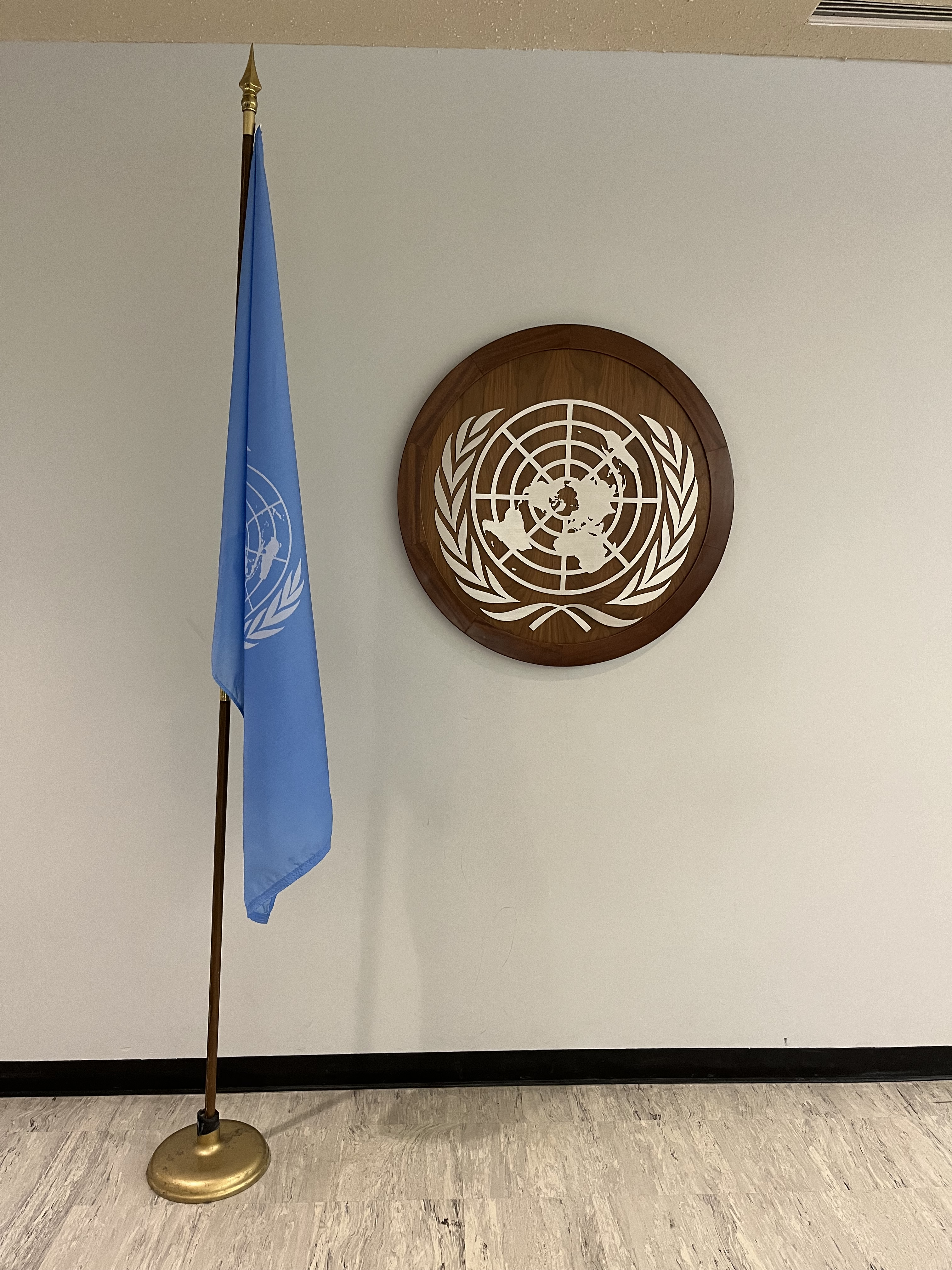
Drapeau et emblème au siège des Nations unies à New York

Le drapeau de l'Organisation des Nations unies est un drapeau adopté par l'Assemble générale de l'Organisation des Nations unies (ONU) le 20 octobre 1947.
Le drapeau utilise le bleu comme fond et le blanc comme couleur du motif, ces deux couleurs sont les couleurs officielles des Nations unies. Le motif central, entouré de rameaux d'olivier comme symbole de paix, représente une carte du monde formée par une projection équidistante azimutale centrée sur le pôle Nord. Le continent antarctique n'est par conséquent pas représenté.
Un premier drapeau avait été présenté à la conférence de l'ONU tenue en juin 1945 à San Francisco ; il différait du modèle actuel par la position des continents présentés avec une rotation de 90° plus à l'est. Il fut présenté à la presse et adopté officiellement par l'assemblée de l'ONU le 7 décembre 1946. Mais en octobre 1947, une nouvelle version le remplaça avec l'orientation des continents actuelle. Cette modification aurait été faite, selon les journalistes[Lesquels ?], pour éloigner l'Amérique du Nord du centre de l'emblème[réf. nécessaire]. Une autre hypothèse pour expliquer cette rotation est la volonté de faire coïncider le centre du drapeau avec le méridien de Greenwich, référence internationale de longitude, par souci de neutralité.

« Drapeau de l'honneur des Nations unies » (1943), représentant les quatre libertés[1].
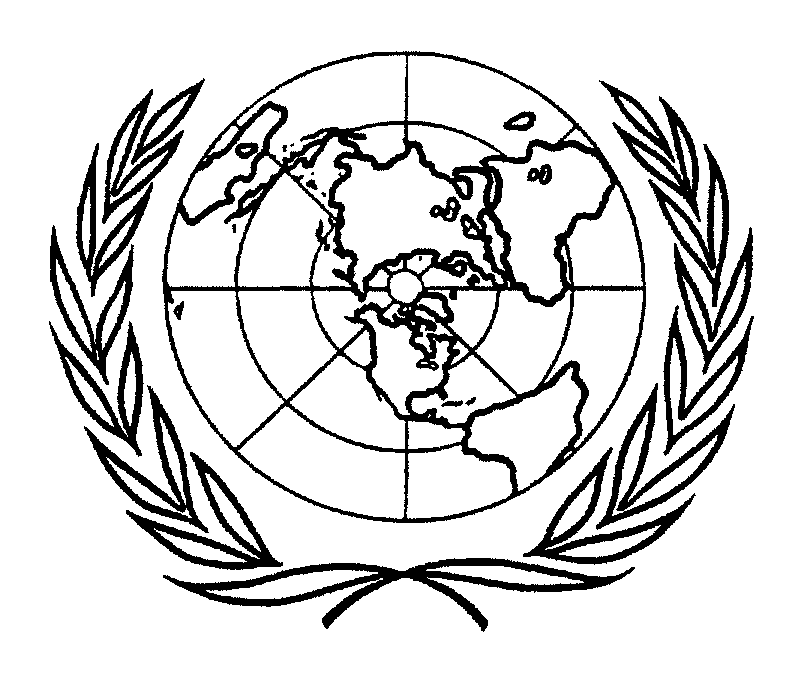
Emblème apparaissant sur la Charte des Nations unies (26 juin 1945).